# Roc del Cim de la Coma de l'Egua
El Roc del Cim de la Coma de l'Egua és una muntanya de 1.918,8 metres d'altitud del límit dels termes comunals d'Aiguatèbia i Talau i Caudiers de Conflent, tots dos de la comarca del Conflent, a la Catalunya del Nord.
És en el triterme entre les tres comunes esmentades, al racó sud-oest de la de Caudiers de Conflent, a ponent de la d'Aiguatèbia i Talau i al nord-est de la de la Llaguna. Es troba al sud-est del Coll de la Jaguinta, al sud-oest del Puig de la Socarrada d'en Felip i al nord-oest del Coll del Comall.